# Синяпкинский
Синяпкинский — хутор в Суровикинском районе Волгоградской области России. Входит в состав Сысоевского сельского поселения.

## География
Расположен на правом берегу Чира в 28 км к юго-западу от города Суровикино. На противоположном берегу реки находится станица Обливская.

## История
В хуторе имеется братская могила воинов, погибших в дни Сталинградской битвы 3 декабря 1942 года (№ 34-694). В ней покоится прах четырех советских воинов:
рядовые Петр Трофимович Казанцев, Дмитрий Васильевич Мальков, Дмитрий Федорович Травкин, Иван Иванович Чернига.

## Население
| 2010 |
| ---- |
| 117  |

Население хутора в 2002 году составляло 140 человек.